# Ministre des Finances (Afrique du Sud)
Le Ministre des Finances est un ministre du Gouvernement de l'Afrique du Sud qui est le chef politique de la Trésorerie Nationale. Le Ministre des Finances est responsable de la gestion financière des affaires de l'état, de l'élaboration du budget et l'élaboration de la politique économique (en coopération avec le Ministre du Développement Économique et du Ministre du Commerce et de l'Industrie). Le Ministre des Finances est également responsable de l'institut national de la statistique (Statistique Afrique du Sud) et du service des impôts (South African Revenue Service).

## Liste des Ministres

### Le ministre des Finances, 1910-présent
| Nom                          | Portrait | Début             | Fin               | Parti (ministre) | Président (depuis 1984)                                                                                      |
| ---------------------------- | -------- | ----------------- | ----------------- | ---------------- | --- |
| Henry Charles Hull           |          | 15 septembre 1910 | 1912              | SAP              | Louis Botha                                                                                                  |
| Jan Smuts                    |          | 1912              | 20 octobre 1915   | SAP              | Louis Botha                                                                                                  |
| Henry Burton                 |          | 20 octobre 1915   | 1917              | SAP              | Louis Botha                                                                                                  |
| Thomas Orr                   |          | 1917              | 20 mars 1920      | SAP              | Jan Smuts (il a remplacé Louis Botha à la suite de son décès)                                                |
| Henry Burton                 |          | 20 mars 1920      | 19 juin 1924      | SAP              | Jan Smuts |
| Nicolaas Havenga             |          | 20 juin 1924      | 4 septembre 1939  | NP / UP          | James B. Hertzog                                                                                             |
| Jan Hendrik Hofmeyr          |          | 5 septembre 1939  | 15 janvier 1948   | UP               | Jan Smuts |
| Frederick Sturrock           |          | 15 janvier 1948   | 4 juin 1948       | UP               | Jan Smuts |
| Nicolaas Havenga             |          | 4 juin 1948       | 1954              | AP puis NP       | Daniel François Malan                                                                                        |
| Eric Louw                    |          | 1954              | 1956              | NP               | Daniel François Malan                                                                                        |
| Tom Naudé                    |          | 1956              | 15 avril 1958     | NP               | Daniel François Malan                                                                                        |
| Theophilus Dönges            |          | 16 avril 1958     | 1967              | NP               | Johannes Strijdom / Hendrik Verwoerd (Hendrik Verwoerd a remplacé Johannes Strijdom à la suite de son décès) |
| Nicolaas Johannes Diederichs |          | 1967              | 1975              | NP               | Hendrik Verwoerd / John Vorster (John Vorster a remplacé Hendrik Verwoerd à la suite de son décès)           |
| Owen Horwood                 |          | 1975              | 1984              | NP               | John Vorster / Pieter Willem Botha                                                                           |
| Barend du Plessis            |          | 1984              | 1992              | NP               | Pieter Willem Botha / Frederik de Klerk                                                                      |
| Derek Keys                   |          | 1992              | 19 septembre 1994 | NP               | Frederik de Klerk / Nelson Mandela                                                                           |
| Chris Liebenberg             |          | 19 septembre 1994 | 4 avril 1996      | sans étiquette   | Nelson Mandela                                                                                               |
| Trevor Manuel                |          | 4 avril 1996      | 10 mai 2009       | ANC              | Thabo Mbeki / Kgalema Motlanthe (Kgalema Motlanthe a remplacé Thabo Mbeki à la suite de sa démission)        |
| Pravin Gordhan               |          | 11 mai 2009       | 25 mai 2014       | ANC              | Jacob Zuma                                                                                                   |
| Nhlanhla Nene                |          | 25 mai 2014       | 9 décembre 2015   | ANC              | Jacob Zuma                                                                                                   |
| David van Rooyen (en)        |          | 9 décembre 2015   | 13 décembre 2015  | ANC              | Jacob Zuma                                                                                                   |
| Pravin Gordhan               |          | 13 décembre 2015  | 30 mars 2017      | ANC              | Jacob Zuma                                                                                                   |
| Malusi Gigaba                |          | 31 mars 2017      | 28 février 2018   | ANC              | Jacob Zuma                                                                                                   |
| Nhlanhla Nene                |          | 28 février 2018   | 9 octobre 2018    | ANC              | Cyril Ramaphosa                                                                                              |
| Tito Mboweni                 |          | 9 octobre 2018    | 5 août 2021       | ANC              | Cyril Ramaphosa                                                                                              |
| Enoch Godongwana             |          | 5 août 2021       | En Cours          | ANC              | Cyril Ramaphosa                                                                                              |